# Prawo Goodharta
Prawo Goodharta – twierdzenie brzmiące w oryginale: „Każda obserwowana statystycznie zależność ma skłonność do zawodzenia, w momencie w którym zaczyna być wykorzystywana do celów regulacyjnych.” Odnosiło się ono do ekonomii, jako obserwacja, że jakakolwiek próba uregulowania przez bank centralny albo opodatkowania jednego kanału działalności bankowej szybko doprowadzi do tego, że interesy bankowe zostaną przeniesione do innego kanału, który nie podlega regulacji lub jest nieopodatkowany. Jest ono także parafrazowane w szerszym kontekście, np. zarządzania i oceny pracy naukowej: „Gdy dowolny wskaźnik zaczyna być traktowany jako cel, przestaje być dobrym wskaźnikiem.”
Prawo to odnosi się do prowadzonej przez bank centralny polityki pieniężnej, która realizowana jest za pośrednictwem banków komercyjnych. Wyjaśnia, dlaczego kontrolowanie podaży pieniądza może być mało efektywne. Tłumaczy to tym, że pośrednicy finansowi (banki) mają możliwości dość łatwej zamiany jednej metody świadczenia swoich usług na inną i potrafią szybko wykreować nowe sposoby prowadzenia swych dotychczasowych interesów, które w porównaniu do starszych są minimalnie droższe. Banki realizując proces optymalizacji dochodów wykazują szczególną zdolność kreowania rozwiązań pozwalających na ochronę źródeł własnych dochodów. Wprowadzenie jakichkolwiek ograniczeń na banki komercyjne przez bank centralny nie przyniesie więc zamierzonego efektu, ponieważ znajdą one sposób na świadczenie danej usługi pod inną nazwą oraz w inny sposób.
Prawo Goodharta zostało sformułowane po raz pierwszy w 1975 roku przez Charlesa Goodharta i zostało spopularyzowane po tym, jak rząd Wielkiej Brytanii pod przewodnictwem Margaret Thatcher próbował prowadzić politykę pieniężną na podstawie celów dla szerokiego i wąskiego pieniądza. 
Przykładowo gdy bank centralny nakłada na banki komercyjne obowiązek utrzymywania rezerw płynnych aktywów określonych procentowo do ich podstawowych wkładów (stopa rezerw obowiązkowych), to jest to rodzaj podatku, który banki płacą za udzielanie kredytów. Banki komercyjne muszą wtedy lokować część swoich wkładów na nieoprocentowanym rachunku w banku centralnym, tracąc tym samym część potencjalnych zysków z kredytów. W takiej sytuacji banki komercyjne znajdują sposoby na obejście wprowadzonych ograniczeń, na przykład operację przyjmowania wkładów przeprowadza się w oddziale banku w innym państwie, w którym przepis o rezerwach obowiązkowych nie obowiązywał.
Bank centralny może ustalić wielkość podaży pieniądza i zaakceptować wysokość stopy procentowej odpowiadającej warunkom równowagi, wynikającą z równania popytu na pieniądz albo też może ustalić wysokość stopy procentowej i zaakceptować rozmiary podaży pieniądza na poziomie równowagi, wynikające z równania popytu na pieniądz.